# طلایی (ترانه هری استایلز)
«طلایی» (انگلیسی: Golden) ترانه‌ای از خواننده انگلستانی هری استایلز از دومین آلبوم استودیویی‌اش خط باریک (۲۰۱۹) است. ترانه توسط استایلز در کنار میچ رولند، تایلر جانسون و کید هارپون نوشته شده و توسط جانسون تهیه شده‌است. این ترانه در ۲۳ اکتبر ۲۰۲۰ به عنوان پنجمین تک‌آهنگ از آلبوم در رادیو هیت معاصر بریتانیا و در ۲۶ اکتبر ۲۰۲۰ به عنوان سومین تک‌آهنگ در ایالات متحده توسط رادیو ادولت معاصر سرویس‌دهی داده شد
«طلایی» یک ترانه آرنا راک، ایندی پاپ و سافت راک است.

## تاریخچه انتشار
| منطقه               | تاریخ          | فرمت(ها)                 | ناشر                 | منا.  |
| ------------------- | -------------- | ------------------------ | -------------------- | ----- |
| جهانی               | ۱۳ دسامبر ۲۰۱۹ | دانلود دیجیتال استریمینگ | ارسکین کلمبیا رکوردز | [ ۱ ] |
| بریتانیا            | ۲۳ اکتبر ۲۰۲۰  | رادیو هیت معاصر          | کلمبیا               | [ ۲ ] |
| ایالات متحده آمریکا | ۲۶ اکتبر ۲۰۲۰  | رادیو ادولت معاصر        | کلمبیا               | [ ۳ ] |
| ایالات متحده آمریکا | ۲۷ اکتبر ۲۰۲۰  | رادیو هیت معاصر          | کلمبیا               | [ ۴ ] |
| بریتانیا            | ۳۱ اکتبر ۲۰۲۰  | رادیو ادولت معاصر        | کلمبیا               | [ ۵ ] |
| ایتالیا             | ۶ نوامبر ۲۰۲۰  | رادیو هیت معاصر          | سونی میوزیک          | [ ۶ ] |